# Mezzovico-Vira

Mezzovico. Historisches Luftbild von Werner Friedli (1946)

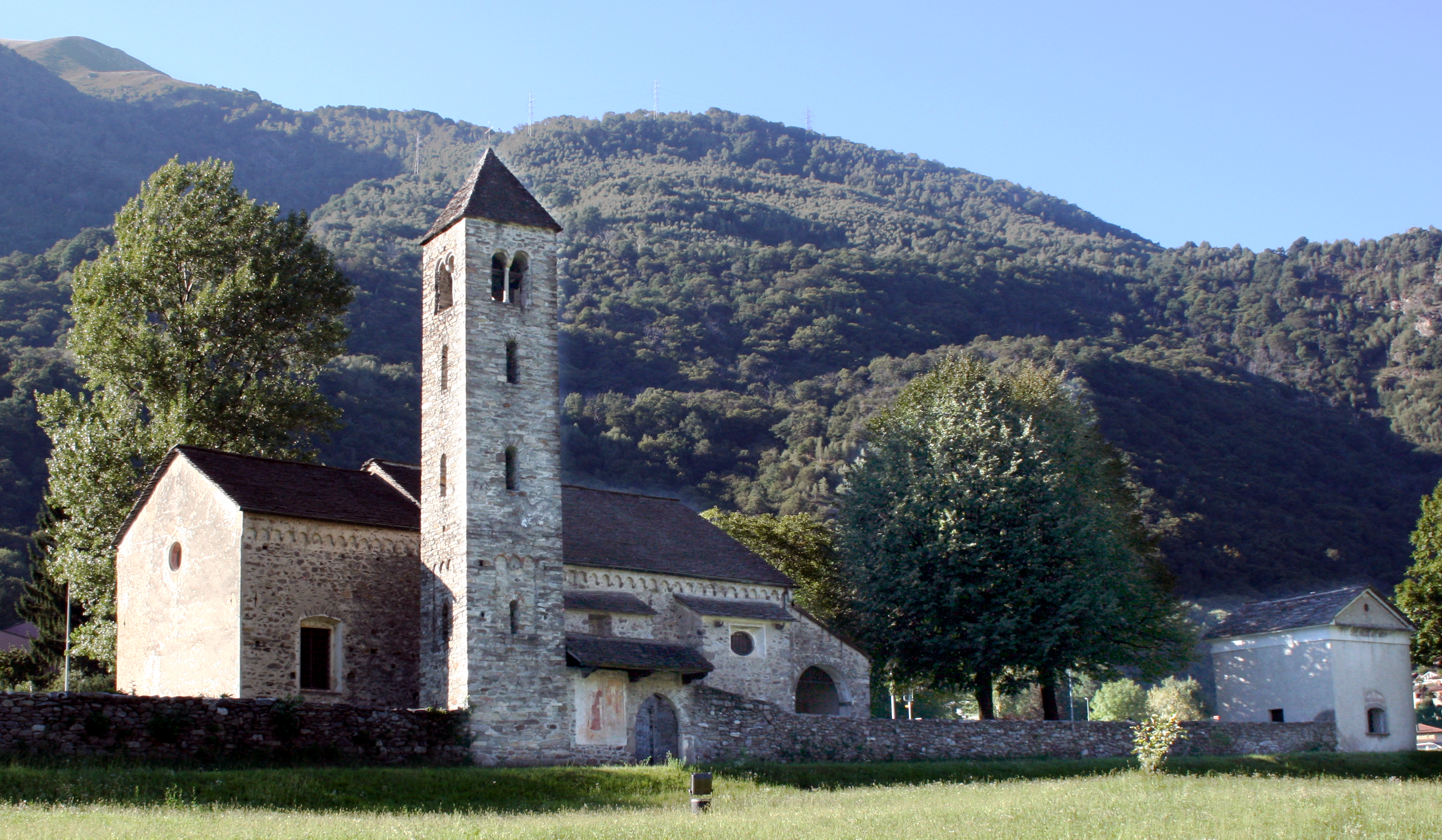
Kirche San Mamete

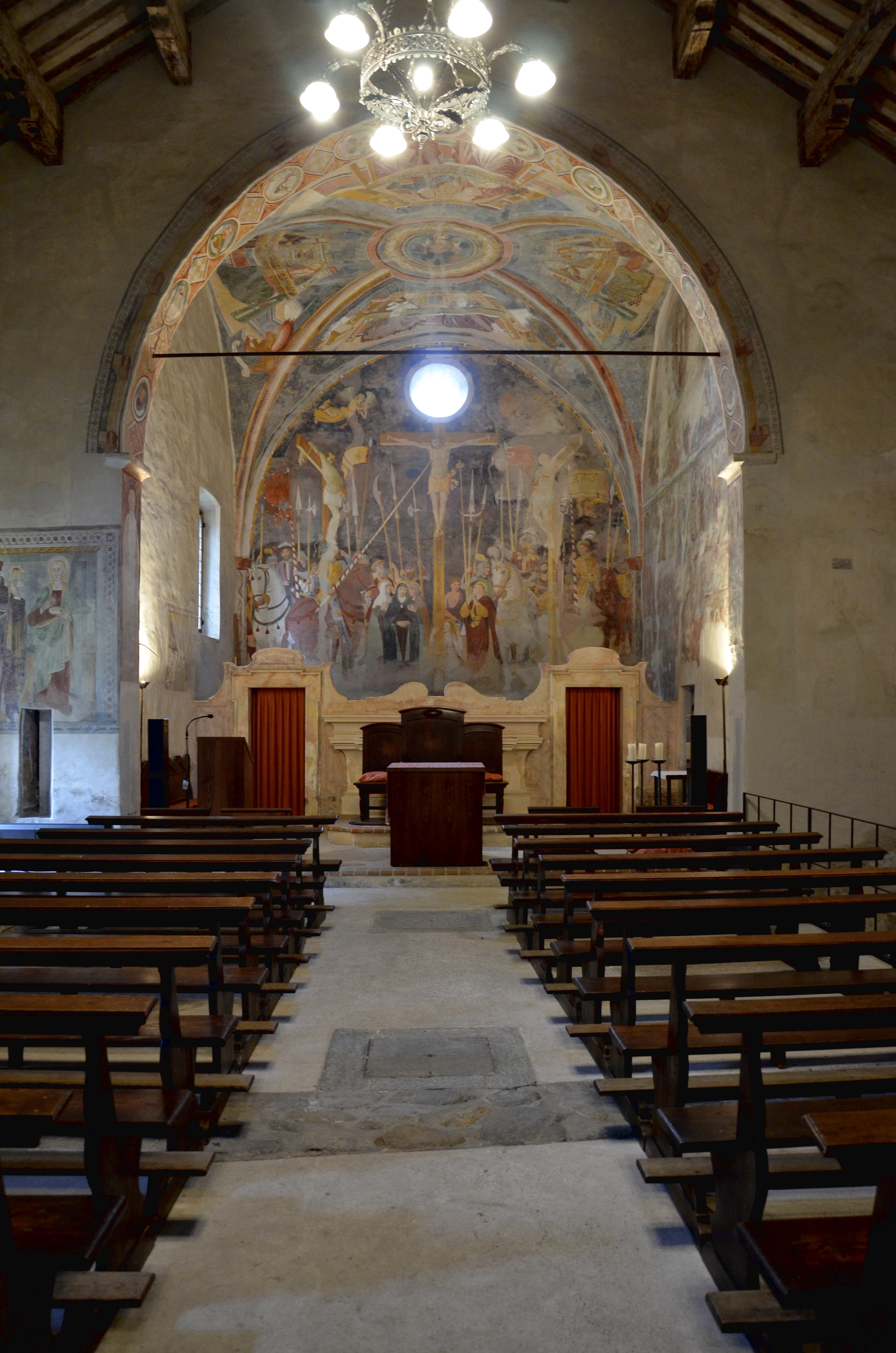
Kirche San Mamete, innen

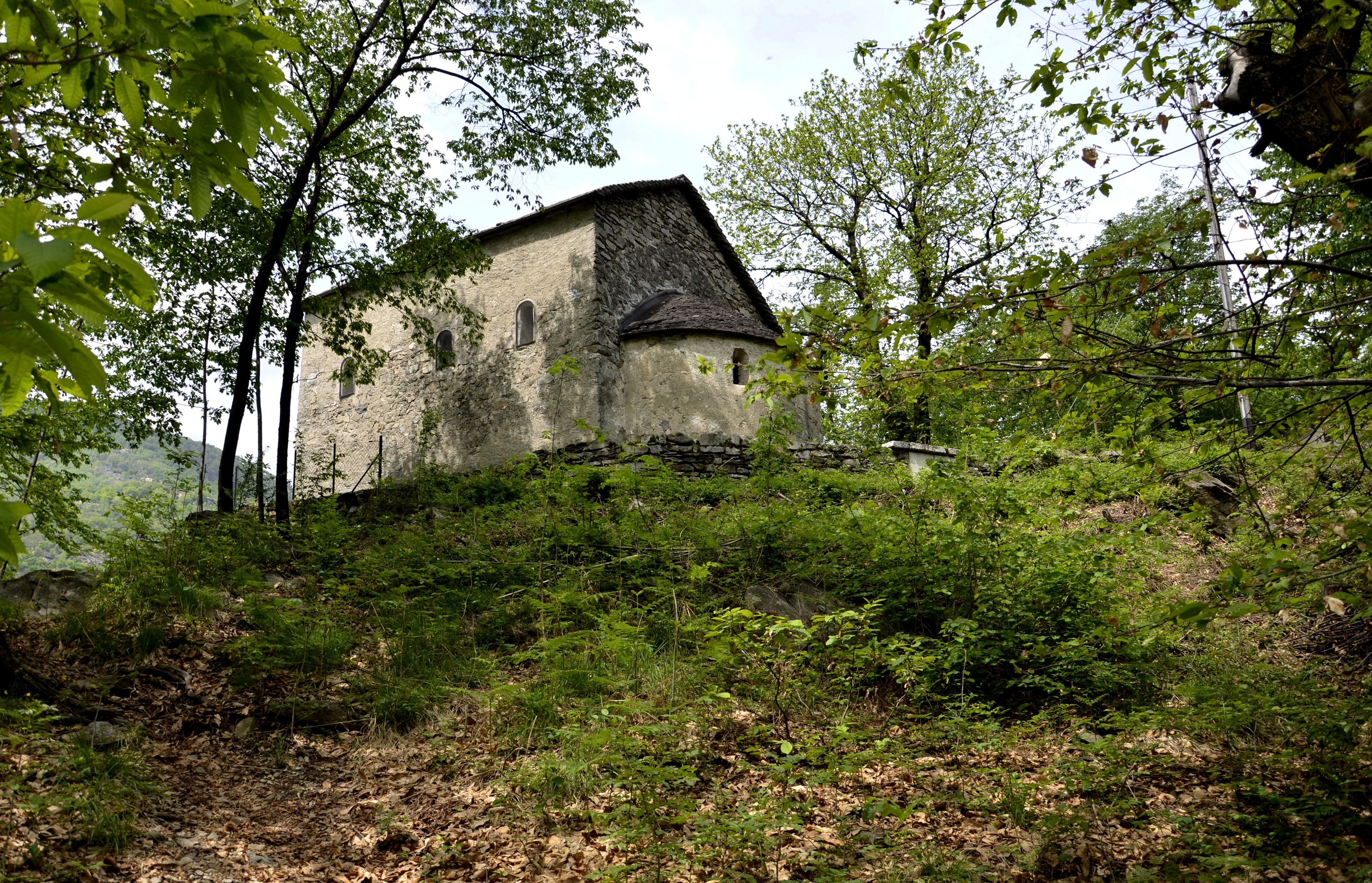
Oratorium Sant’Ambrogio

Mezzovico-Vira ist eine politische Gemeinde im Schweizer Kanton Tessin. Sie gehört zum Kreis Taverne und zum Bezirk Lugano.

## Geographie
Die Gemeinde liegt auf 460 m ü. M. am rechten Ufer des Flusses Vedeggio, etwa 10 Kilometer nördlich von Lugano. 
Die Nachbargemeinden sind im Norden Monteceneri, im Osten Capriasca, im Süden Alto Malcantone und Torricella-Taverne, und im Westen Gambarogno TI.

## Geschichte
Der Ort war schon in vorrömischer Zeit besiedelt; die beiden Ortsteile wurden erstmals im Jahr 1335 urkundlich als Medio Vico und Vira erwähnt.
Am 25. November 2007 wurde die Fusion der sieben Gemeinden im Vedeggiotal von den Stimmberechtigten von fünf Gemeinden gutgeheissen: Bironico, Camignolo, Medeglia, Rivera und Sigirino hätten sich demnach zur Gemeinde Monteceneri zusammenschliessen müssen. Isone und Mezzovico-Vira lehnten die Fusion ab. In der Folge verzichtete der Staatsrat darauf, dem Grossen Rat eine zwangsweise Fusion der beiden ablehnenden Gemeinden zu beantragen. Mezzovico-Vira behält also seine Selbstständigkeit, ist fast vollständig von Monteceneri umschlossen. Mezzovico-Vira bildet aber nach wie vor eine eigenständige Bürgergemeinde.

## Bevölkerung
Einwohnerzahlen: Volkszählungsdaten  Jahr 1880: Bahnbau

## Sehenswürdigkeiten
- Pfarrkirche Sant’Abbondio[9]
- Kirche San Mamete und Beinhaus[9], Portal mit Fresken[10]
- Oratorium Sant’Ambrogio[9]
- Betkapelle im Ortsteil San Giuseppe[9]
- Schalenstein im Ortsteil Valle Cusello (750 m ü. M.)[11]
- Schalenstein zwischen Carré und Pelasio (602 m ü. M.)[12]

## Wirtschaft und Verkehr
Durch den Ort verläuft die Gotthardbahn und die Autobahn A2. Die traditionelle Landwirtschaft basierte auf Weidewirtschaft auf den Alpen und Maiensässen der umliegenden Berge. Im 20. Jahrhundert liessen sich im Talboden aber auch einige Handels- und Industriebetriebe nieder, bedingt durch die gute Verkehrslage und die Nähe zur Agglomeration Lugano.

## Persönlichkeiten
- Silvio Enrico (* um 1550 in Mezzovico; † 1612 in Ivrea), Geistlicher, Karmeliter, General seines Ordens, Bischof von Ivrea[13]
- Giacomo Bartoli (* 16. September 1761; † 12. Dezember 1840), Architekt in Bologna[14]
- Giovan Francesco Bartoli (* um 1785; † um 1855), Sohn von Giacomo, Architekt in Bologna.[15]

- Familie Canepa
  - Giovanni del fu Tamino «de la Canepa» (* um 1450 in Mezzovico; † nach 21. April 1498), aus Mezzovico, wohnte in Torricella[16]
  - Giovanni Battista Canepa (* 1720 in Mezzovico; † 1798 ebenda), Stuckateur in Bologna: Kirche San Michele dei Leprosetti, 1765; Santuario del Ponte delle Lame. Stuckdekorationen in den Kirchen San Giovanni Battista, 1760, und Santa Maria della Carità, Kapelle Sant’Anna, sowie in der Villa Angeletti in Bologna; in den Kirchen von Casaglia, Budrio und Cento (Emilia-Romagna) (San Biagio, Geburtskapelle). Ferner in der Pfarrkirche von Mezzovico, 1759–1768.[17][18][19]
  - Giacomo Vincenzo Canepa (* um 1740 in Mezzovico; † nach 1773 ebenda), Stuckateur in der Kirche von Mezzovico[19]

- Corrado Cortella (* 12. Oktober 1910 in Muralto; † 21. März 2004 in Lugano), aus Losone, Erzpriester von Lugano, Direktor der Caritas Ticino; er wohnte in Mezzovico-Vira[20]
- Mario Fanconi (* 23. Juli 1912 in Bellinzona; † 5. Juni 2013 in Mezzovico-Vira), (Herkunftsort Poschiavo), Kunstmaler, wohnte in Mezzovico-Vira[21]
- Pier Riccardo Frigeri (* 25. Mai 1918 in Mezzovico; † 1. April 2005 in Lugano), aus Lamone, Bibliothekökonom, Bibliothekar an der Kantonsbibliothek von Lugano, Direktor der Revue Cenobio, verantwortlich für die Schulbibliotheken des Kantons Tessin; er wohnte in Vezia[22][23]